# Gustave Adolphe Kirstein
Pour les articles homonymes, voir Kirstein.
Gustave Adolphe Kirstein (ou Kirstenstein), né à Strasbourg le 28 septembre 1812 et mort à Königsfeld im Schwarzwald (Allemagne) le 18 septembre 1878, est un peintre paysagiste alsacien, qui produit également quelques miniatures et des lithographies.

## Biographie
Seul peintre d'une famille d'illustres orfèvres strasbourgeois, il est le fils de Jacques Frédéric Kirstein et de Marie-Louise Griesinger, et le frère aîné de Joachim-Frédéric Kirstein.
Dans les années 1830 il part se former à Paris dans l'atelier d'Édouard Bertin, puis revient en Alsace et travaille à Strasbourg de 1838 à 1878 environ, avant de s'installer à Königsfeld en Forêt-Noire, où il meurt en 1878.

## Œuvre

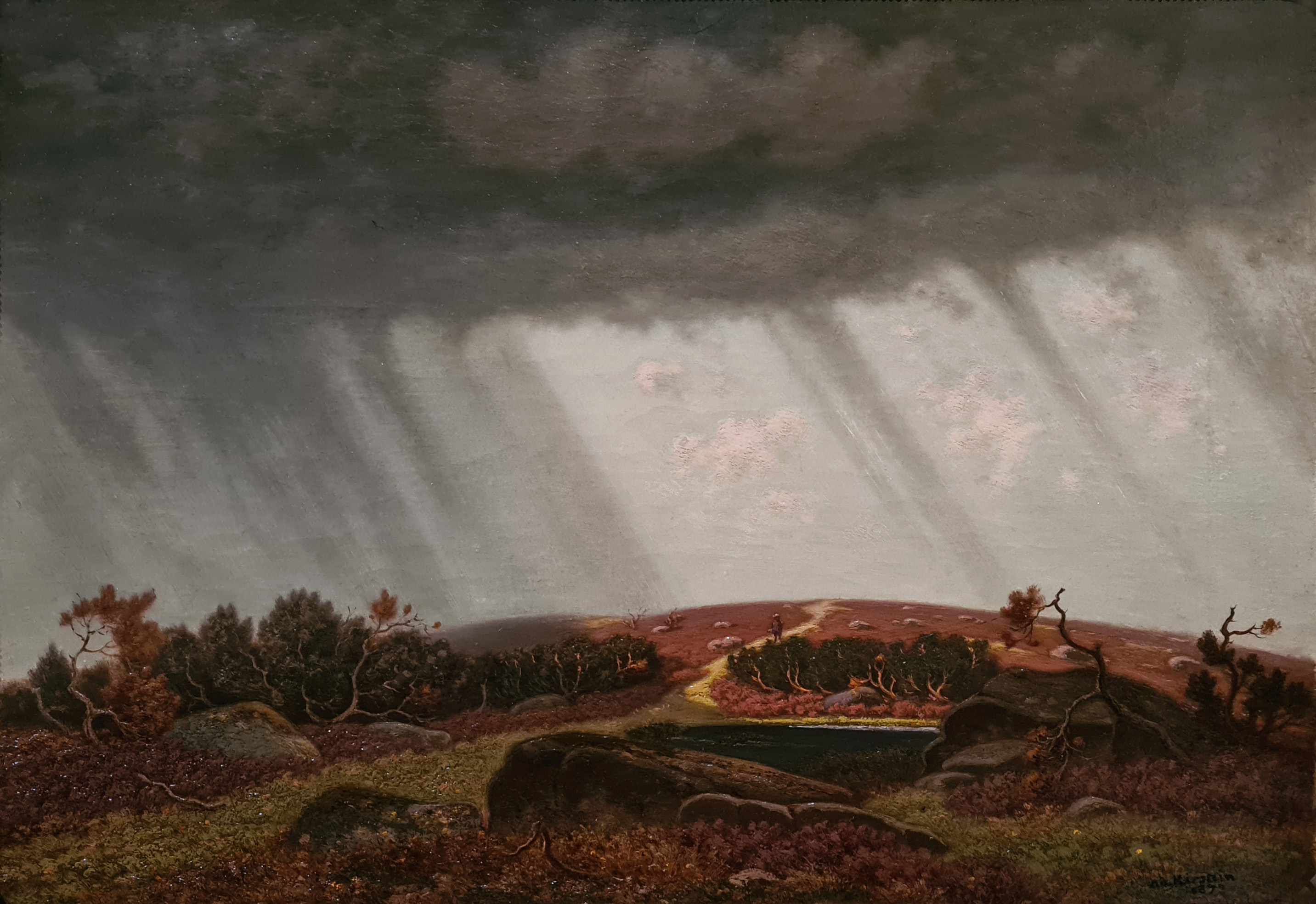
L'Orage (1872).

Il peint des paysages des Vosges, de la Forêt-Noire et des environs de Kehl.
Ses œuvres sont exposées à la Société des amis des arts de Strasbourg, puis à Breslau, et à Dresde dès 1860.
Le musée des Beaux-Arts de Strasbourg détient deux paysages, l'un de 1848, l'autre de 1872, intitulé L'Orage.